# Alcis bistortae
Alcis bistortae är en fjärilsart som beskrevs av Jean Nicolas Vallot 1802. Alcis bistortae ingår i släktet Alcis och familjen mätare. Inga underarter finns listade i Catalogue of Life.